# Husayn Xah Langah I
Husayn Xah Langah I fou sultà de la dinastia Langah a Multan. Era fill de Kutb ud-Din Xah Sahra Langah (1440-1469) que havia usurpat el tron deposant al seu gendre Xaykh Yusuf al-Kurayshi (1438-1440), i a la mort del pare el va succeir en el tron (vers 1469).
Poc després de pujar al tron va començar les seves expedicions militars i va atacar diverses fortaleses en mans dels seus veíns: Xor (moderna Xorkot), Chiniot i Kahrot (Kahror Pucca) les quals va conquerir fàcilment.
Per aquest temps l'antic sultà Xaykh Yusuf al-Kuraixi que estava exiliat a Delhi amb Bahlul Xah Lodi (1452-1489) va aconseguir el suport del seu protector per una expedició militar a Multan; però quan va sortir de Delhi el sultà de Jaunpur Husayn Xah Xarki van amenaçar els seus dominis i va haver de retornar; altra vegada ho va provar potser a l'any següent però amb el mateix resultat; la data d'aquestos intents no es coneix.
El germà de Husayn Xah Langah es va revoltar i va agafar el títol de Shihab al-Din proclamant-se rei a Kahror on era governador. Husayn el va anar a combatre i Bahlul Xah Lodi va aprofitar aquest moment per encarregar al seu fill la conquesta de Multan; el seu fill, segurament Sikandar Lodi, va rebre pel camí el suport de les forces de Tatar Khan Lodi, governador del Panjab; quan van arribar prop de Multan, Husayn Langah ja havia dominat la revolta del seu germà i s'havia dirigit cap a la ciutat a marxes forçades, arribant abans que els invassors, als que va derrotar a la rodalia de la ciutat; els Lodi es van haver de retirar cap a Delhi.
Fou sota aquest sobirà que els germans Ismail Khan i Fath Khan procedents de Makran es van posar al seu servei. Aquests germans són els fundadors de Dera Ismail Khan i Fath Dera Khan. Aquests fets marquen la instal·lació a gran escala de les tribus balutxis a la zona de Multan. També fou aliat del Jam Nizam al-Din de conegut per Nanda o Ninda (1460-1492) de la dinastia samma del Sind (Thatta).
El 1489 a la mort de Bahlul Xah Lodi, Husayn va enviar la seva condolença al fill i successor Sikandar Lodi i això va marcar un inici de bones relacions formalitzades en un tractat de pau, i va suposar el final de les pretensions de Shaykh Yusuf al-Kurayshi.
Abans del 1502, ja vell, va abidcar en el seu fill Firuz Xah Langah I però aquest fou enverinat pel wazir (primer ministre) Imad al-Mulk que volia venjar la mort del seu fill Bilal, que havia estat executat per orde de Firuz. Va morir el 1502 després d'un regnat de 33 anys (o 36 segons algunes fonts).